# Ilona Maher
Ilona Delsing Rosa Maher (født 12. august 1996) er en amerikansk rugby union-spiller.
Hun repræsenterede USA ved sommer-OL 2020 i Tokyo, hvor hendes hold blev nummer 6.
Maher konkurrerede ved Sommer-OL 2024 i Paris med USAs kvindelige Syvmandsrugby-hold, hvor de tog bronze.